# Vasilj Matvijovič Černjajev
Vasilj Matvijovič Černjajev (rus. Черняев, Василий Матвеевич; ukr. Черняєв Василь Матвійович) (1796. - 1871.) bio je ruski i ukrajinski botaničar. Bio je rodom je iz Voronješke oblasti.
Diplomirao je na Harkovskom sveučilištu, na kojem je poslije bio profesor, od 1829. do 1859. godine.
Bavio se mikologijom i spermatofitima. Prikupio je veliki herbar flore Ukrajine (nalazi se u Institutu znanosti Mikola Holodni Nacionalne akademije znanosti Ukrajine), u kojemu je navedeno više od 1700 vrsta biljaka, od čega je bilo 17 novih vrsta.
U biologiji se rabi kratica Czern. kad se citira botaničko ime.

## Djela
- Конспект растений, дикорастущих и разводимых в окресіностях Харькова и на Украине, 1859.